# Rudka (Wierzchosławice)
Pour les articles homonymes, voir Rudka.
Rudka est une localité polonaise de la gmina de Wierzchosławice, située dans le powiat de Tarnów en voïvodie de Petite-Pologne.